# Lel a Polel

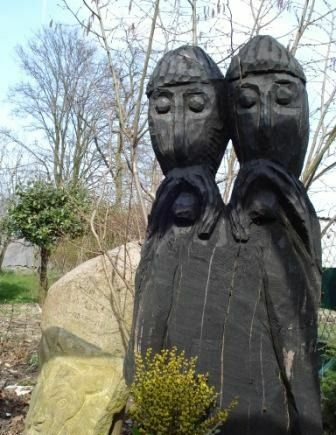
Moderní rekonstrukce blíženeckého idolu z Tollensesee

Lel a Polel jsou podle raně novověkých polských kronik božští blíženci přirovnávání k řeckým Dioskúrům Kastóru a Polydeuksovi (římskému Castorovi a Polluxovi). Přestože mimo pozdní polské prameny neexistují o nich doklady jinde, které by byly starší, byl na území Polabských Slovanů nalezen nedaleko jezera Tollensesee patrně blíženecký idol, má se za to, že nějaká blíženecká dvojice musela být známa minimálně v okruhu západních Slovanů.

## Prameny
Poprvé jsou zmiňováni Matějem z Miechova v Chronica Polonorum z roku 1519:
| „ | Ctili Léthé, matku Castora a Poluxe, a blížence Castora a Polluxe narozené z jednoho plodu oslavují do dnešního dne starými písněmi zpívajíce: Lada, Lada, Ileli Ileli Poleli' a přitom tleskají a hlomozí rukama. Ladou (jak říkají očití svědkové) nazývají Léthé [aby to nebylo stejné jako jméno Martovo], Kastora Leli, Poluxe Poleli,:s.73 | “ |

Další zmínka pochází z Kroniky Polska, Litvy, Žmudě a celé Rusi Matěje Stryjkowského z roku 1582:
| „ | Kastora a Poluxe, římské bůžky, oslavovali a nazývali je Lel a Polel. To ještě můžeme slyšet v dnešní době mezi Mazury a Poláky, když se napijí, pak vykřikují ‚Lelum po Lelum'...Oslavovali i matku Lela a Polela Ledu.:s.75 | “ |

Idol jménem Leli je také zmiňován v polských pověstech o Lysé hoře společně s idoly zvanými Ládá a Bodá.:s.169

## Hypotézy
Podle Lubora Niederleho a Aleksandera Brücknera byla tato dvě božstva produktem přesvědčení křesťanských kněží že refrény lidových písní obsahují odkazy na předkřesťanské náboženství, takto tedy z refrénu „ileli ileli poleli“ a jemu podobných vznikla představa o tom že v Polsku byla ctěna božstva jménem Lel a Polel.:s.171
Szymon Matusiak ztotožnil Lela s Jessou a Polela s Ladou.:s.175 Jméno Lel může souviset s ruským lelek označujícím zdravého, silného mladíka.

### Blíženci
Lel a Polel mohou být také spojeni s kultem blíženců, jehož existenci u Slovanů předpokládal například Aleksander Gieysztor nebo Zdeněk Váňa. Blíženecká božstva jako védští Ašvinové, řečtí dioskúrové a lotyšští Dieva dēli byla v indoevropských náboženstvích vzývána jako ochránci a zachránci před nebezpečím a něštěstím.
Na kult podobných božstev u Slovanů ukazuje například nález dřevěného idolu postav lidské velikosti spojených hlavami a boky na ostrově na meklenburském jezeru Tollensesee pocházející z 11.–13. století. Slovanští blíženci by mohli mít souvislost s plodností, jak ukazují některé vegetační konotace výkřiků podobných jménem Lel a Polel v ruských písních, na které upozornil již Karol Potkański. Jiří Dynda také spekuluje kvůli spojení těchto postav s pijáckými písněmi o souvislosti Lela a Polela s nedochovaným mýtem o vzniku nápoje nesmrtelnosti či alkoholu. S kultem blíženců by mohl souviset východoslovanský Simargl, podle některých badatelů ve skutečnosti dvě božstva. Aleksander Brückner je vykládal prvního jako ochránce rodu a druhého jako boha vegetace, především obilí, nebo alkoholu, vzniklého kvašením obilí, Vittore Pisani zase jako boha dobytka a boha obilí.